# 3,7-Dimethyloctan-3-ol
3,7-Dimethyloctan-3-ol  ist eine chemische Substanz aus der Gruppe der Alkohole mit süßlich-blumigem Geruch.

## Vorkommen

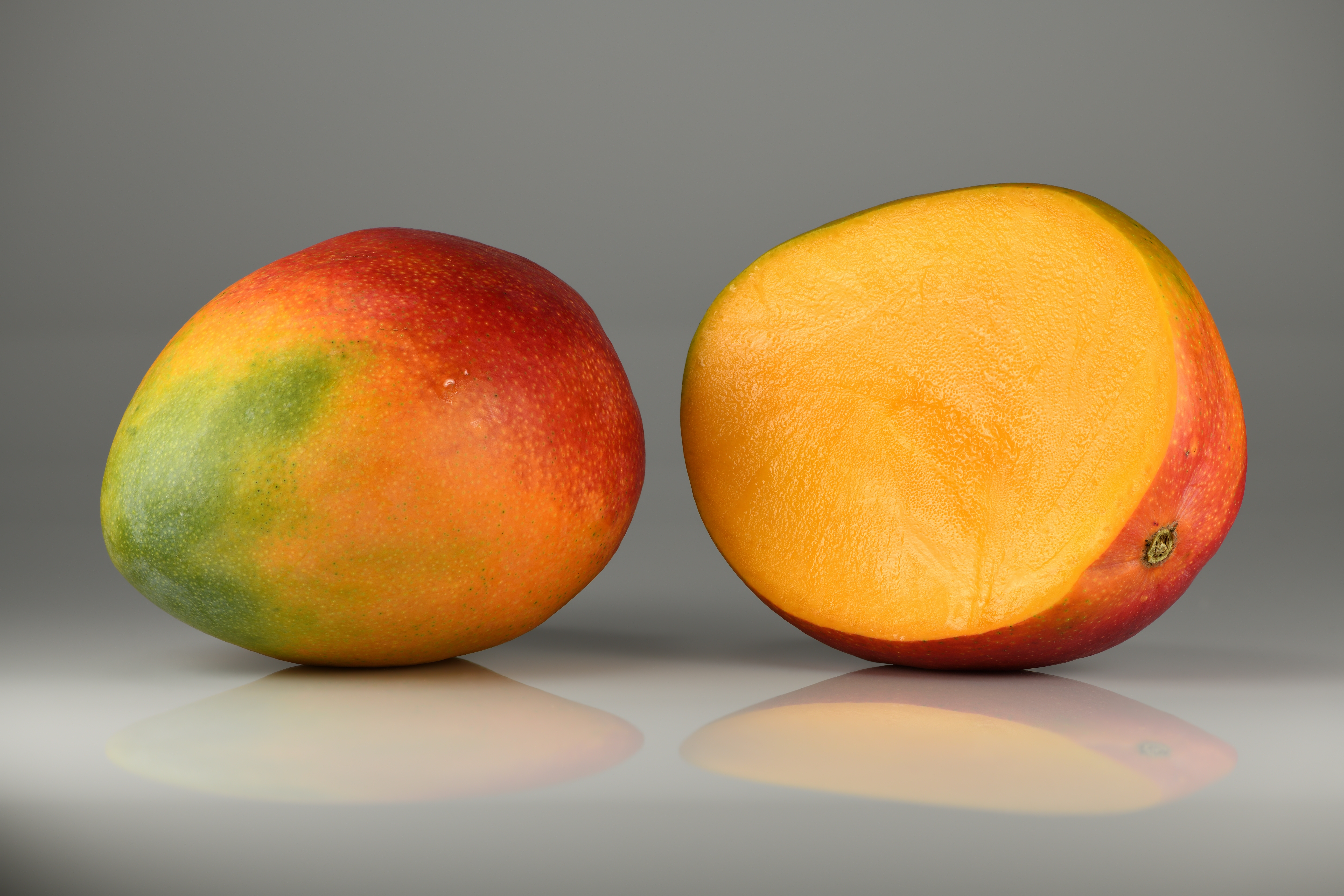
Mango

Natürlich kommt 3,7-Dimethyloctan-3-ol in Mango und im Kleinen Knöterich vor.

## Verwendung
3,7-Dimethyloctan-3-ol ist ein Aromastoff, mit Linalool-ähnlichem Geruch und wird z. B. in Honigaromen eingesetzt.

## Sicherheitshinweise
3,7-Dimethyloctan-3-ol hat einen Flammpunkt bei 77 °C und eine Zündtemperatur von 360 °C.